# Frances Sternhagen
Frances Sternhagen (født 13. januar 1930, Washington, District of Columbia, USA, død 27. november 2023) var en amerikansk teater- og filmskuespiller. Hun vandt to Tony Awards – for bedste kvindelige birolle i 1974 og for bedste skuespillerinde i 1995. Hun er desuden kendt for sin rolle som Bunny MacDougal i Tv-serien Sex and the City.